# Псалом 10
Псалом 10 — десятий псалом Книги псалмів. Авторство псалому традиційно приписується Давидові, проте, більшість науковців вважають, що він був написаний через деякий час після закінчення вавилонського полону.

## Текст
| Вірш | Гебрейська мова                                                        | Давньогрецька мова (Септуаґінта) | Латинська мова (Вульгата) | Українська мова (Переклад Хоменка)                                                                                             |
| ---- | ---------------------------------------------------------------------- | --- | --- | --- |
| 1    | לַמְנַצֵּחַ, לְדָוִד:בַּיהוָה, חָסִיתִי--אֵיךְ, תֹּאמְרוּ לְנַפְשִׁי; נודו (נוּדִי), הַרְכֶם צִפּוֹר     | Εἰς τὸ τέλος· ψαλμὸς τῷ Δαυιδ. ᾿Επὶ τῷ κυρίῳ πέποιθα· πᾶς ἐρεῖτε τῇ ψυχῇ μου Μεταναστεύου ἐπὶ τὰ ὄρη ὡς στρουθίον;                                            | [In finem psalmus David] In Domino confido quomodo dicitis animae meae transmigra in montes sicut passer                              | Провідникові хору. Давида. До Господа я прибігаю; і як ви можете душі моїй казати: «Лети, пташино, в гори!»?                   |
| 2    | כִּי הִנֵּה הָרְשָׁעִים, יִדְרְכוּן קֶשֶׁת, כּוֹנְנוּ חִצָּם עַל-יֶתֶר--לִירוֹת בְּמוֹ-אֹפֶל, לְיִשְׁרֵי-לֵב   | ὅτι ἰδοὺ οἱ ἁμαρτωλοὶ ἐνέτειναν τόξον, ἡτοίμασαν βέλη εἰς φαρέτραν τοῦ κατατοξεῦσαι ἐν σκοτομήνῃ τοὺς εὐθεῖς τῇ καρδίᾳ.                                       | Quoniam ecce peccatores intenderunt arcum paraverunt sagittas suas in faretra ut sagittent in obscuro rectos corde                    | Ось бо безбожники напнули лука, на тятиву поклали свої стріли, щоб у темноті стріляти правих серцем.                           |
| 3    | כִּי הַשָּׁתוֹת, יֵהָרֵסוּן-- צַדִּיק, מַה-פָּעָל                                        | ὅτι ἃ κατηρτίσω, καθεῖλον· ὁ δὲ δίκαιος τί ἐποίησεν; | Quoniam quae perfecisti destruxerunt iustus autem; quid fecit                                                                         | Коли руйнуються основи, що може праведник зробити?                                                                             |
| 4    | יְהוָה, בְּהֵיכַל קָדְשׁוֹ-- יְהוָה, בַּשָּׁמַיִם כִּסְאוֹ:עֵינָיו יֶחֱזוּ-- עַפְעַפָּיו יִבְחֲנוּ, בְּנֵי אָדָם | κύριος ἐν ναῷ ἁγίῳ αὐτοῦ· κύριος, ἐν οὐρανῷ ὁ θρόνος αὐτοῦ. οἱ ὀφθαλμοὶ αὐτοῦ εἰς τὸν πένητα ἀποβλέπουσιν, τὰ βλέφαρα αὐτοῦ ἐξετάζει τοὺς υἱοὺς τῶν ἀνθρώπων. | Dominus in templo sancto suo Dominus in caelo sedis eius oculi eius in pauperem; respiciunt palpebrae eius interrogant filios hominum | Господь — у святім своїм храмі; Господь — престол його на небі. Очі його дивляться на вселенну, повіки його за людьми стежать. |
| 5    | יְהוָה, צַדִּיק יִבְחָן: וְרָשָׁע, וְאֹהֵב חָמָס--שָׂנְאָה נַפְשׁוֹ                             | κύριος ἐξετάζει τὸν δίκαιον καὶ τὸν ἀσεβῆ, ὁ δὲ ἀγαπῶν ἀδικίαν μισεῖ τὴν ἑαυτοῦ ψυχήν.                                                                        | Dominus interrogat iustum et impium qui autem diligit iniquitatem odit animam suam                                                    | Господь випробовує праведного й безбожного; хто насильство любить, того ненавидить його душа.                                  |
| 6    | יַמְטֵר עַל-רְשָׁעִים, פַּחִים: אֵשׁ וְגָפְרִית, וְרוּחַ זִלְעָפוֹת--מְנָת כּוֹסָם                  | ἐπιβρέξει ἐπὶ ἁμαρτωλοὺς παγίδας, πῦρ καὶ θεῖον καὶ πνεῦμα καταιγίδος ἡ μερὶς τοῦ ποτηρίου αὐτῶν.                                                             | Pluet super peccatores laqueos ignis et sulphur et spiritus procellarum pars calicis eorum                                            | Жаром і сіркою, немов дощем, він сипле на безбожних, палаючий вітер — частка їхньої чаші.                                      |
| 7    | כִּי-צַדִּיק יְהוָה, צְדָקוֹת אָהֵב; יָשָׁר, יֶחֱזוּ פָנֵימוֹ                               | ὅτι δίκαιος κύριος καὶ δικαιοσύνας ἠγάπησεν, εὐθύτητα εἶδεν τὸ πρόσωπον αὐτοῦ.                                                                                | Quoniam iustus Dominus et; iustitias dilexit aequitatem vidit vultus eius                                                             | Господь бо — справедливий, любить правду; праведники лице його побачать.                                                       |

## Літургійне використання

### Католицька церква
Відповідно до Статуту Бенедикта (530 AD), псалми з 1 по 20 в основному використовуються у першій годині Літургії годин. Псалом 10 традиційно виконується під час Першої години по середах.
У теперішньому укладі літургії псалом 10 найбільш урочисто читається або співається під час вечірніх у понеділок першого тижня.